# Крым-Гроза
Крым-Гроза — упразднённый в 2007 году посёлок в Зубово-Полянском районе Мордовии России. Входил в состав Анаевского сельского поселения. .

## География
Располагался на левом берегу реки Санкеляй, в 3 км к западу от села Анаево.

## История
Основан в 1923 году отставными солдатами участвовавшими в 1920 году в освобождении Крыма от белогвардейцев. В 1931 году состоял из 31 двора.
Исключен из учётных данных в 2007 году

## Население
| 2002 | 2010 |
| ---- | ---- |
| 10   | ↘0   |

Национальный состав
Согласно результатам Всероссийской переписи населения 2002 года, в национальной структуре населения мордва-мокша составляли 100 %.